# Pokémon Gold og Silver
Pokémon Gold (ポケットモンスター 金 Poketto Monsutā Kin, Pocket Monsters Gold) og Pokémon Silver (ポケットモンスター 銀 Poketto Monsutā Gin, Pocket Monsters Silver) er anden generation af Pokémon-seriens videospil, og efterfølgeren til Pokémon Red, Blue og Yellow. De blev udviklet af Game Freak og udgivet af Nintendo til Game Boy Color i Japan i 1999. De blev efterfølgende udgivet i resten af verden i 2000 (Australien og USA) og 2001 (Europa).
Spillene finder sted i den fiktive Johto-region, der introducerer 100 nye Pokémon, og følger den centrale figur Gold på hans rejse for at mestre Pokémon-kampens kunst. Spillene er uafhængige af hinanden, men har i store træk den samme historie, og til trods for at begge kan spilles separat, kræves der at man bytter Pokémon mellem dem og deres bagudkompatible forgængere for at fuldende spillenes Pokédex.
Pokémon Gold og Silver fortsatte sine forgængeres enorme succes, da Pokémon-franchiset viste sig at blive et multimilliard-dollar firma. Spillene solgte næsten lige så godt som Pokémon Red og Blue, og solgte tilsammen millioner af kopier verden over. Pokémon Crystal, en special-version af spillet, blev udgivet til Game Boy Color et år senere.

## Gameplay
Som i de forrige spil i serien spilles Pokémon Gold og Silver i tredjeperson med en ovenfrasynsvinkel. Spilleren navigerer hovedpersonen rundt i Pokémon-universet og interagerer med mennesker, Pokémon, og genstande. Som at spilleren udforsker verden, bliver de mødt af forskellige slags terræn så som græsmarker, skove, grotter og vandmasser, som alle huser forskellige slags Pokémon. Som spilleren tilfældigt møder ét af mange disse væsner, bliver landskabet byttet ud med en turbaseret kampskærm, hvor man kan kæmpe mod og fange Pokémonen.
Spilleren har to hovedobjektiver i spillene: Gennemføre historien, samle alle badge for at kunne kæmpe mod regionens Elite Four og derved blive Pokémonmester og at udfylde sit Pokédex ved at fange, udvikle og bytte sig til alle 251 Pokémon. Et større aspekt i spillet er at opbygge og opdrætte spillerens Pokémon ved at kæmpe mod andre Pokémon, som man kan finde i vildnisset eller er eget af andre Trænere. Herved samler Pokémonen experience points (EXP) for at stige i level, som gør den stærkere ved at forøge forskellige egenskaber, så som dens stats og lære den nye angreb.

### Nye funktioner
Mens Pokémon Gold og Silver bibeholder de basale fange-, kamp- og udviklingsmekaniker introduceret i Pokémon Red og Blue, blev der også tilføjet nye funktioner. Et tidssystem blev introduceret og brugte et ur, som kunne holde styr på den virkelige verdens tid ved hjælp af et batteri. Nogle begivenheder, inklusiv visse Pokémons fremtræden, indflydes af denne funktion. Nye genstande blev tilføjet, nogle af hvilke var designet til at udnytte en ny mekanik: Pokémons evne til at holde genstande. En ny slags genstand var bær, som kom i forskellige udgaver, der kan regenerere liv eller helbrede statuseffekter. Andre holdbare genstande kan booste en Pokémon under kamp. Flere specialiserede Poké Balls blev introduceret, som gjorde det nemmere at fange Pokémon under visse forhold. En ny genstand kaldet et Pokégear blev introduceret og agerede som et ur, et kort, en radio og en telefon, som lod spilleren ringe til andre karakterer, som giver spilleren sit nummer. Trænere kan ringe for at bede om revanche, mens andre ringer angående hvor sjældne Pokémon kan fanges.
Spillene introducerer Raikou, Entai, og Suicune, en ny form for legendariske Pokémon, som ikke er stationære, men som bevæger sig fra ét område til et andet i Johto-regionen. De kan spores ved hjælp af Pokédex'et, efter at spilleren har mødt dem blot én gang, men vil altid forsøge at stikke af, men bibeholder tab af HP. Derudover var der også en meget lav chance for at møde shiny Pokémon, som er Pokémon, der har en anden farve, end deres art normalt har. To nye typer, Mørke og Stål, blev tilføjet. Ståltype-Pokémon er immune over for Gifttype-angreb, og de har meget højt forsvar og genstridighed over for andre typer, mens Mørketype-Pokémon er immune over for Psykisk-type-angreb og er stærke over for Psykisk-type-Pokémon (hvilket blev grundlag for en ny, offensiv strategi mod Psykisk-typer, som ikke tidligere var muligt. Nye angreb blev tilføjet i Gold' og Silver, dog kan Pokémon, der kender disse angreb, ikke byttes til Generation I-spil. For at løse dette problem, blev det muligt at slette angreb gennem on NPC. En anden, stor ændring var, at Special-stat'en blev delt op i "Special Attack" og "Special Defense", som tilføjede et nyt strategielement til spillets kampe.
Med introduktionen af Pokémon-avl blev Pokémon opdelt i to avlsgrupper. Når en han- og en hun-Pokémon, som deler samme avlsgruppe, bliver sat i en Pokémon Daycare sammen, producerer de måske et æg, som vil klække og blive til en nyfødt Pokémon. Den unge Pokémon vil arve sin mors art, og angreb fra sin far. Dog kan legendariske og mytiske Pokémon, blandt visse andre arter, ikke avles.

## Plot

### Kontekst
Pokémon Gold og Silver foregår i Johto-regionen, som befinder sig vest for Kanto-regionen, der blev introduceret i Red- og Blue-spillene, og tre år efter konklusionen på de forrige spil i serien. Johtos design blev inspireret af de to japanske regioner Kansai og Tokai, med mange af områdets templer og traditionelle japanske arkitektur repræsenteret i regionen. Lokationer i Johto inkluderer New Bark Town, Cherrygrove City, Violet City (キキョウシティ Kikyō City), Azalea Town (ヒワダタウン Hiwada Town), Goldenrod City (コガネシティ Kogane City), Ecruteak City (エンジュシティ Enju City), Olivine City (アサギシティ Asagi City), Cianwood City (タンバシティ Tanba City), Mahogany Town (チョウジタウン Chōji Town) og Blackthorn City (フスベシティ Fusube City). De fleste byer har én Gym Leader, der er udfordringer på spillerens vej.

### Historie
Som i de tidligere spil modtager spilleren sin første Pokémon, at valgt mellem Chikorita, Cindaquil, og Totodile, fra regionens lokale Pokémon-forsker, Professor Elm, og drager så ud på sin rejse for at vinde emblemer fra regionens otte Gyms, for derefter at udfordre regionens Elite Four og den nuværende mester, for selv at blive den nye Pokémonmester. Den mystiske rival, en dreng ved navn Silver, som stjal én af de to andre Pokémon fra Professor Elm, udfordrer regelmæssigt spilleren for at prøve kræfter af. Spilleren mødes flere gange med den kriminelle organisation Team Rocket, som er blevet samlet igen for at lede efter og bringe deres forrige leder, Giovanni, tilbage, så de kan vende tilbage til deres storhedstid. Spilleren får til sidst forpurret Team Rockets planer én gang for alle, hvorefter spilleren kæmper mod og besejrer regionens Elite Four og Pokémon-ligaens mester ved Indigo Plateau. Spilleren kan derefter rejse til Kanto-regionen og udfordre de lokale Gym Leaders og opdage, hvor meget har forandret sig i de tre, der ligge mellem de forrige spil og Gold og Silver. Efter at have besejret Kantos Gym Leaders, tilegner spilleren sig adgang til det forræderiske Mt. Silver område, som er habitat for meget stærke Pokémon. På toppen af Mt. Silver finder spilleren Red, hovedpersonen fra Red og Blue, som spilleren kan udfordre til spillets allersværeste dyst.

## Spiludvikling
Gold og Silver blev for første gang fremvist ved Nintendo Space World Expo 1997 i Japan, og blev begivenhedens mest populære udstilling. I modsætning til de forrige spil i serien, Pokémon Yellow, blev de nye titler annonceret som værende mere end bare en mindre opgradering til Pokémon Red og Blue. I stedet ville de komme til at indeholde en ny historie, en ny verden, nye Pokémon-arter. Gold og Silver blev designet med Game Boy Color i mente, som tillod dem fuld farveunderstøttelse og mere detaljerede sprites. Andre tilføjelser som blev vist var Pokémon-avl, genstande, som éns Pokémon kunne holde, et apparat i spillet kaldet et PokéGear, et ur, der kunne holde styr på tiden i den virkelige verden, og bagudkompatibilitet med de forrige spil i serien.
Under et ABC News-interview, gav Creature Inc.s formand Tsunekazu Ishihara indsigt til den brainstormingsprocessen for at skabe nye Pokémon-arter. Han forklared, at "idéerne for hvert af disse monstre kom fra Game Freaks software-udvikleres fantasi, hvor de drog på barndomsoplevelser, hvilket indebar at læse manga. Idéer kom fra skræmmende oplevelser, som de havde som børn, fange insekter, og lignende. Baseret på disse oplevelser opstod disse Pokémon-idéer". Ligesom Pokémonen Mew blev den eksklusive Pokémon Celebi inkluderet i Gold og Silver, men kan først tilgås efter at man deltog i et Nintendo-event. Det første, officielle event, der tilbød spilleren at tilgå Celebi, var Nintendo Space World 2000 i Japan, hvor 100.000 fremmødte blev belønnet med den sjældne Pokémon. For at blive udvalgt måtte spilleren sende et postkort for at deltage i en lodtrækning med 100.000 vindere, som lod dem deltage i og skaffe en Celebi.
Ishihara udtalte, at Gold og Silvers udvikling blev påbegumdt lige efter at Pokémon Red og Blue blev udgivet i Japan. Det var oprindeligt deres hensigt at udgive spillene i 1998 synkront med enden på Pokémon-TV-seriens første sæson. Problemer under udviklingen, forværret af at Game Freak havde travlt med Pokémon Stadium og lokaliseringen af den første generation, forårsagede dem til at blive udskudt, og dets oprindelige udgivelse-plads blev overtaget af Pokémon Yellow. Programmør Shigeki Morimoto udtalte, at en del af grunden til, at spillene tog tre et halvt år at udvikle, var, at udviklingsholdet kun bestod af 4 programmører. Satoru Iwata, den daværende formand for HAL Laboratory, som senere blev direktør for Nintendo, gav en hånd til udviklingsholdet ved at udvikle nye værktøjer, som kunne komprimere spillenes grafikkode.

### Lyd
Junichi Masuda komponerede sin musik på en Amiga-computer, formentligt i et musik-tracker-format, konverteret til MIDI-data og derefter konverteret til Game Boy Color-lyd.

### Lækage af ubrugte Pokémon
Fire japanske ROM-filer af en tidlige demo blev lækket under Nintendo Space World i 1997, to a hvilke var debug-udgaver af spillene, og to, som var modificeret til at fungere på normal Game Boy-hardware og emulatorer. Disse ROM-filer var blot et rygte, indtil en anonym person lagde dem op på Pokémon Reverse Engineering Tools" (PRET) Discord-serveren den 26. maj 2018. Demoen blev hurtigt delt med medlemmer af hjemmesiden The Cutting Room Floor. ROM-filerne blev analyseret over oversat, og The Cutting Room Floor udgav efterfælgende et regneark med al den information, de havde opdaget, hvilket inkluderede en liste over over Pokémon-arter, Pokémon-moves, genstande, NPCer, områder, og musik. ROM-filerne blev først udgivet anonymt på 4chans /vp/-board den 31. maj med en formel The cutting Room Floor-udgivelse senere samme dag. Demoens verden er større, end den, der findes i de endelige spil og benytter omkring 100 Pokémon-designs, som enten ikke blev brugt eller blev ændret i den endelige udgave.
Tidligere i maj 2018, afslørede Pokémon-kunstneren Atsuko Nishida, at den populære Pikachu oprindeligt skulle have haft en tredje udvikling kaldet "Gorochu". Yderligere afslørede Pokémons skaber, Satoshi Tajiri, fire ubrugte designs, der oprindeligt skulle have været med i de originale Pokémon-spil.
Mens det ikke er usædvanligt, at der er indhold, som af den ene eller anden grund ikke når med i den endelige udgivelsen, så var mængden af fravalgt indhold i Gold og Silver "overvældende". Matthew Byrd, i en skrivelse på Den of Geek, udtalte, at der var blevet lagt mange kræfter i de Pokémon, der ikke nåede med, hvilket kunne tyde på, at Game Freak måske har fravalgt dem under test-fasen af spilbalance-mæssige årsager.

## Relaterede spil

### Pokémon Crystal
Pokémon Crystal (ポケットモンスター クリスタル Poketto Monsutā Kurisutaru), er en opdateret version af Pokémon Gold og Silver, og blev udgivet i Japan den 14. december 2000, i USA den 29 juli 2001, og i Europa den 1. november 2001.